# Roc de Cardenius
El Roc de Cardenius és una muntanya rocosa de 1.594,5 m alt del límit dels termes comunals d'Estoer i Vallestàvia, tots dos de la comarca del Conflent, a la Catalunya del Nord.
És al nord del Puig dels Becís i al sud de la Tronca, a prop del racó sud-oest del terme d'Estoer i del sud-est del de Vallestàvia.